# Edith Storey
Edith Storey (New York, 18 marzo 1892 – Long Island, 9 ottobre 1967) è stata un'attrice statunitense del cinema muto.

## Biografia
Nata e cresciuta a New York, cominciò a recitare fin da piccola. Sedicenne, iniziò la sua carriera cinematografica con Francesca da Rimini; or, The Two Brothers pellicola a un rullo di James Stuart Blackton il cui soggetto era tratto dalla tragedia di Gabriele D'Annunzio. In quell'anno, girò ancora un altro film. Nel 1910, interpretò una decina di pellicole.
La sua abilità nel cavalcare le consentiva di ricoprire ruoli in numerose pellicole western senza bisogno di controfigure. Attrice atletica e dal fare disinvolto, in Twelfth Night, film del 1910 che adatta per lo schermo la commedia di Shakespeare, le venne affidato il ruolo maschile di Sebastian, il fratello gemello della protagonista che si fa passare per uomo. L'attrice viene oggi ricordata anche per aver interpretato in A Florida Enchantment una parte dove, da dolce fanciulla prossima alle nozze com'è all'inizio film, per magia si trasforma in uomo, un rude maschiaccio (che, essendo lei una donna, connota decisamente il suo personaggio come una butch ante litteram). Un altro film dove indossa abiti maschili e ha un ruolo da uomo è nel western Billy and His Pal del 1911.
A parte un breve periodo che va dal 1910 al 1911, quando era stata messa sotto contratto dalla Star Film Company a San Antonio, nel Texas, tutto il resto della sua carriera cinematografica la svolse a New York, per la Vitagraph. Nel periodo "texano", girò uno dei suoi film più importanti, The Immortal Alamo di William F. Haddock (1911).
Gran parte dei suoi 167 film, li girò nell'arco di dieci anni, dal 1908 al 1918. Diradò poi la sua presenza sugli schermi, apparendo in rare pellicole nei primissimi anni venti, fino a ritirarsi definitivamente a soli 29 anni. Il suo ultimo film, Beach of Dreams, uscì nel maggio 1921. Anche suo fratello Richard Storey lavorò per breve tempo nel cinema, girando solo quattro film.
Morì a Long Island il 9 ottobre 1967 all'età di 75 anni.

## Riconoscimenti
- Hollywood Walk of Fame (Star of Motion Pictures; 1523 Vine Street; February 8, 1960)
- Young Hollywood Hall of Fame (1908-1919)

## Filmografia (parziale)

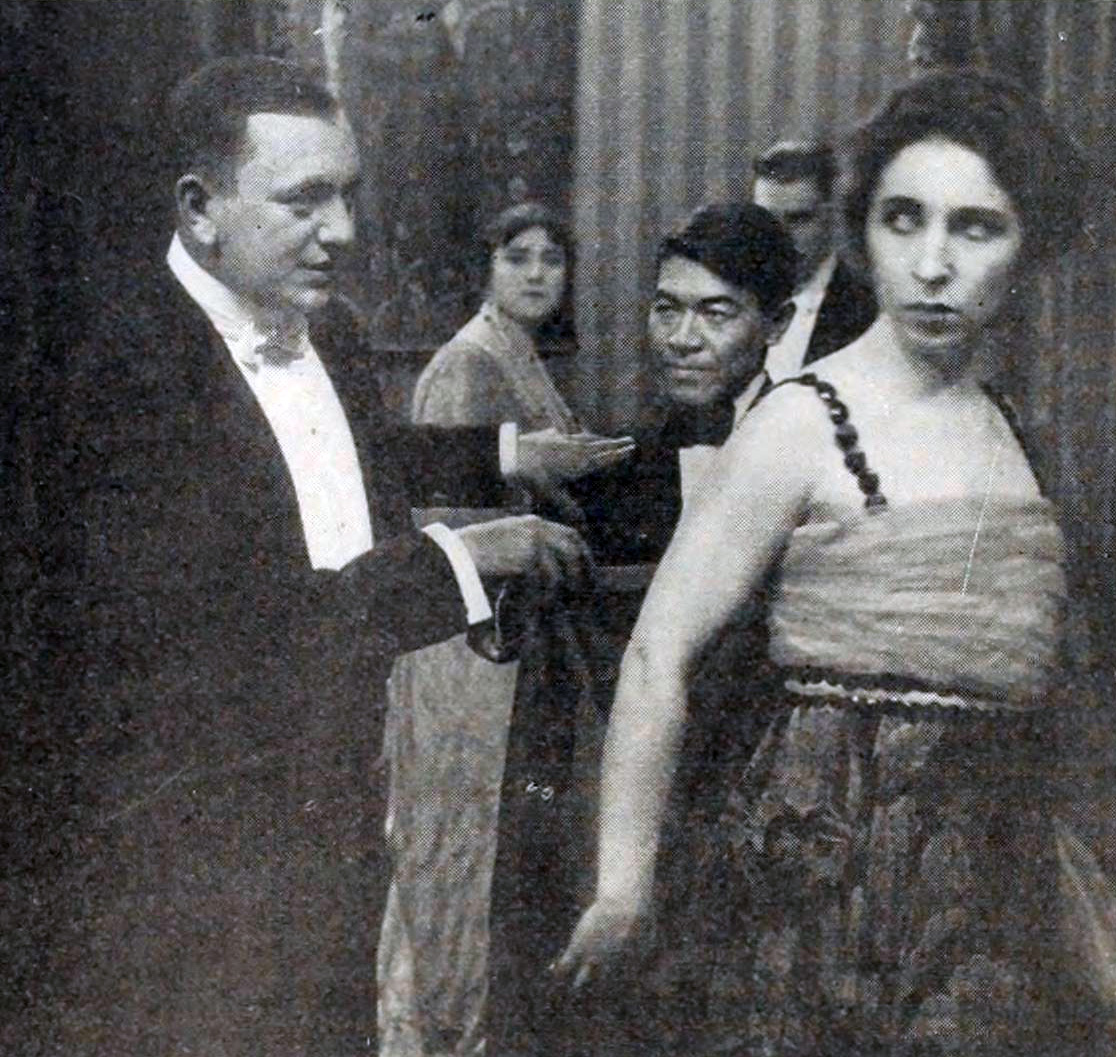
The Shop Girl (1916)

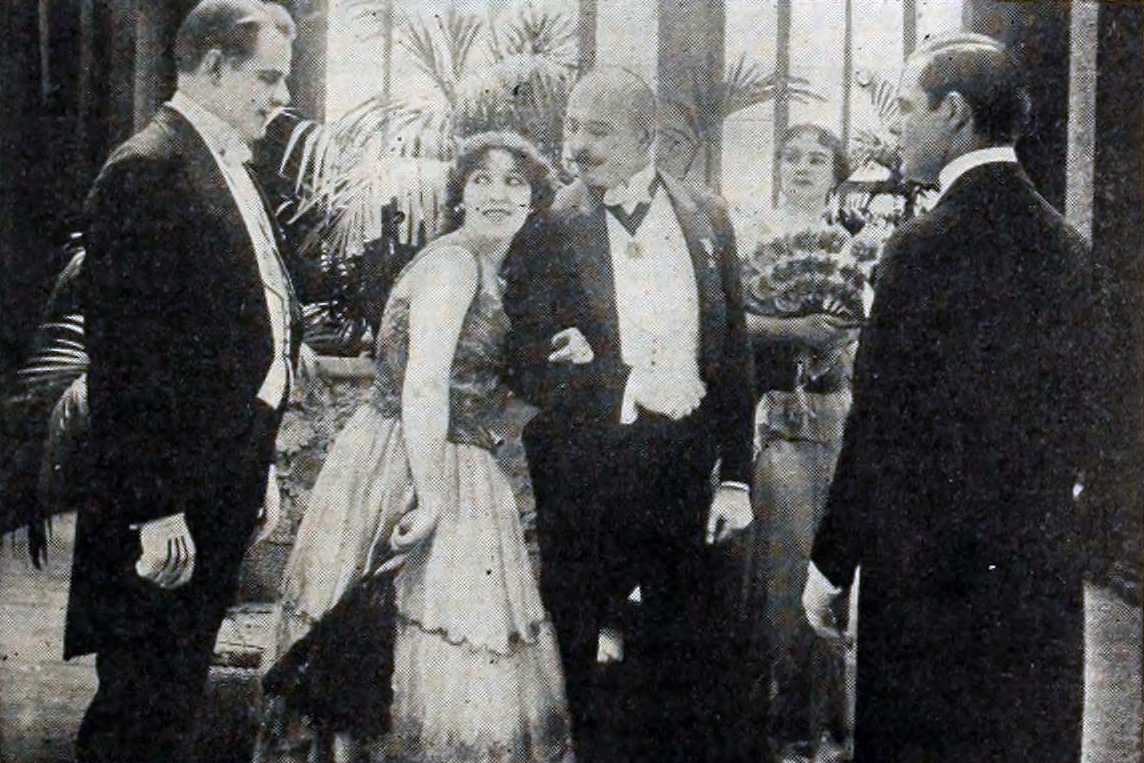
The Tarantula (1916)

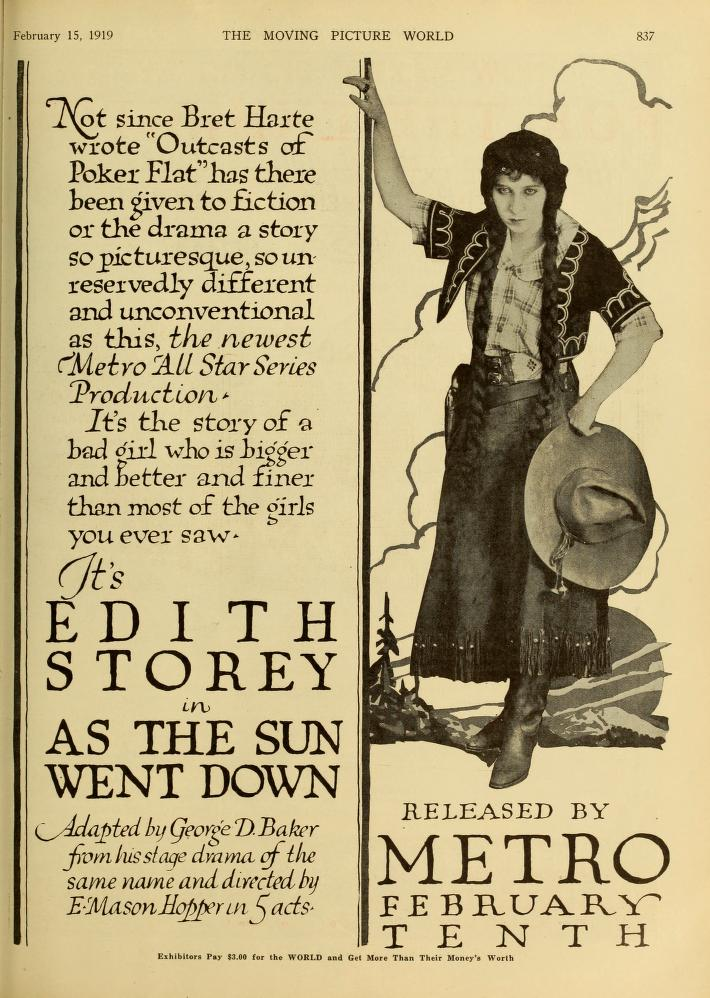
As the Sun Went Down (1919)

Quando manca il nome del regista, questo non viene riportato nei titoli
- Francesca da Rimini; or, The Two Brothers, regia di James Stuart Blackton – cortometraggio (1908)
- Barbara Fritchie: The Story of a Patriotic American Woman, regia di J. Stuart Blackton – cortometraggio (1908)
- Cure for Bashfulness – cortometraggio (1909)
- Mogg Megone, an Indian Romance supervisione di J. Stuart Blackton – cortometraggio (1909)
- A Brave Irish Lass – cortometraggio (1909)
- King Lear, regia di James Stuart Blackton e William V. Ranous – cortometraggio (1909)
- Oliver Twist, regia di James Stuart Blackton – cortometraggio (1909)
- The Gift of Youth – cortometraggio (1909)
- The Way of the Cross, regia di J. Stuart Blackton – cortometraggio (1909)
- Les Miserables (Part I) – cortometraggio (1909)
- Onawanda; or, An Indian's Devotion, regia di J. Stuart Blackton (1909)
- The Life of Moses, regia di J. Stuart Blackton – cortometraggio (1909)
- Twelfth Night, regia di Eugene Mullin e Charles Kent – cortometraggio (1910)
- Love's C. Q. D., regia di Gaston Méliès – cortometraggio (1910)
- Saved by the Flag, regia di Laurence Trimble – cortometraggio (1910)
- Baseball, That's All, regia di Gaston Méliès – cortometraggio (1910)
- Auld Robin Gray, regia di Laurence Trimble – cortometraggio (1910)
- A Mountain Wife, regia di William F. Haddock e Gaston Méliès – cortometraggio (1910)
- Drumsticks, regia di Laurence Trimble – cortometraggio (1910)
- His Sergeant's Stripes di William F. Haddock – cortometraggio (1910)
- The Cowboys and the Bachelor Girls di William F. Haddock – cortometraggio (1910)
- What Great Bear Learned di William F. Haddock – cortometraggio (1910)
- Old Norris' Gal di William F. Haddock – cortometraggio (1910)
- A Western Welcome, regia di William F. Haddock – cortometraggio (1910)
- In the Tall Grass Country, regia di William F. Haddock – cortometraggio (1910)
- The Owner of L.L. Ranch, regia di William F. Haddock – cortometraggio (1911)
- How Mary Met the Cowpunchers, regia di William F. Haddock – cortometraggio (1911)
- Tony, the Greaser, regia di William F. Haddock – cortometraggio (1911)
- Billy and His Pal, regia di William F. Haddock – cortometraggio (1911)
- A Tale of Two Cities, regia di Charles Kent (o William Humphrey?) – cortometraggio (1911)
- An Unwilling Cowboy, regia di William F. Haddock – cortometraggio (1911)
- The Reformation of Jack Robbins, regia di William F. Haddock – cortometraggio (1911)
- Mary's Strategem, regia di William F. Haddock – cortometraggio (1911)
- The Spring Round-Up, regia di William F. Haddock – cortometraggio (1911)
- The Immortal Alamo, regia di William F. Haddock – cortometraggio (1911)
- A Western Heroine, regia di Rollin S. Sturgeon – cortometraggio (1911)
- The Fighting Schoolmaster – cortometraggio (1911)
- Bessie's Ride, regia di William F. Haddock – cortometraggio (1911)
- Coronets and Hearts (1912)
- In the Furnace Fire, regia di Frederick A. Thomson (1912)
- I finti richiamati (A Regiment of Two), regia di George D. Baker e Ralph Ince (1913)
- The Prince of Evil, regia di Ralph Ince (1913)
- The Call, regia di Ralph Ince (1913)
- A Homespun Tragedy, regia di James W. Castle, Ned Finley (1913)
- The Cure, regia di James W. Castle e Ned Finley (1913)
- Sisters All, regia di Larry Trimble (1913)
- Children of the Feud, regia di Ned Finley (1914)
- The Mischief Maker, regia di Frederick A. Thomson (1914)
- A Florida Enchantment, regia di Sidney Drew (1914)
- The Quality of Mercy, regia di Lionel Belmore (1915)
- A Price for Folly, regia di George D. Baker (1915)
- The Silent Plea, regia di Lionel Belmore (1915)
- The Dust of Egypt, regia di George D. Baker (1915)
- A Queen for an Hour, regia di George D. Baker (1915)
- Money Magic, regia di William Wolbert (1917)
- The Legion of Death, regia di Tod Browning (1918)
- The Eyes of Mystery , regia di Tod Browning (1918)
- The Legion of Death
- Revenge, regia di Tod Browning (1918)
- The Claim, regia di Frank Reicher (1918)
- Treasure of the Sea, regia di Frank Reicher (1918)
- The Demon, regia di George D. Baker (1918)
- The Silent Woman, regia di Herbert Blaché (1918)
- Edith's Victory for Democracy
- As the Sun Went Down, regia di E. Mason Hopper (1919)
- Moon Madness
- Beach of Dreams, regia di William Parke (1921)
- The Greater Profit